# Escudo de la provincia de Sevilla
El escudo de la Diputación Provincial de Sevilla, que puede ser considerado provincial, es muy semejante y basado en el escudo de la ciudad de Sevilla, al que se le han introducido algunas modificaciones.

## Detalles del escudo
Tiene como elementos centrales las figuras del rey Fernando III de Castilla y León, de San Isidoro y de San Leandro de Sevilla, enmarcados en arcos de oro almenados, mamposteados de sable (negro) en un campo de azur terrazado de sínople (verde) con el lema de la ciudad de Sevilla escrito en letras de oro.
El todo, rodeado de un collar compuesto de diez escudetes que son los blasones de las poblaciones sevillanas que fueron cabeza de partidos judiciales en el año de la creación del escudo: Carmona, Utrera, Cazalla de la Sierra, Lora del Río, Sanlúcar la Mayor, Estepa, Marchena, Morón de la Frontera, Osuna y Écija.
Al timbre, corona real antigua, abierta, compuesta por un círculo de oro engastado de piedras preciosas que sostiene ocho florones, visibles cinco, interpolado de perlas.